# 2018-as női kézilabda-Európa-bajnokság
A 2018-as női kézilabda-Európa-bajnokságot november 29. és december 16. között rendezték Franciaországban. A mérkőzéseket Brestben, Montbéliard-ban, Nancyban, Nantes-ban és Párizsban rendezték.
A magyar válogatott négy győzelemmel és két vereséggel a hetedik helyen végzett. Az Eb-t a házigazda francia csapat nyerte, története során először. A Franciaország-Oroszország döntőt Párizsban 14 060 néző látta a helyszínen, ez új nézőcsúcs volt a női kontinenstornák történetében.

## Technikai újdonságok
Ezen az Európa-bajnokságon pontosítottak a korábban bevezetett videobíró használatát. A közérthetőség miatt a videobíró igénybe vételekor mind a helyszínen, mind a televíziós közvetítésben egyértelműen jelezni kell, hogy melyik szituációt, milyen okkal nézik vissza a játékvezetők. Külön kamera figyeli ezen az Európa-bajnokságon a csereterületeket, hogy a hivatalos EHF-delegáltak pontosan meg tudják állapítani a hibás cserékben érintett játékosokat.
Az Európa-bajnokságok történetében először használják a csapatok kispadjainak végén elhelyezett időmérőgombot. A gombot az edzők használhatják időkérésre, amely közvetlenül a hivatalos időmérőrendszerre csatlakozik.
Módosítottak a kapuk mögött elhelyezett fényjelzésen is, ezúttal a kapuk belső felére elhelyezett led szalag a kapu teljes felületét megvilágítja. A fényjelzés közvetlenül a hivatalos időmérőrendszerre és az időkérőgombra csatlakozik, így a játékmegszakítás pontos pillanata vizuálisan is érzékelhető, a játékmegszakításkor kapuba tartó labdáról egyértelműbben megállapítható, hogy mikor halad át a gólvonalon.

## Helyszínek
Az Európa-bajnokság mérkőzéseit öt helyszínen rendezik. A csoportmérkőzéseket és a középdöntőket Brestben, Montbéliard-ban, Nancyban és Nantes-ban, az elődöntőt és a döntőt pedig Párizsban játsszák.
| Brest                                 | Montbéliard            | Nancy                                        | Nantes                    |
| ------------------------------------- | ---------------------- | -------------------------------------------- | ------------------------- |
| Brest Arena Férőhely: 4500            | L'Axone Férőhely: 6400 | Palais des sports Jean-Weille Férőhely: 6000 | Hall XXL Férőhely: 12 000 |
| Brest Montbéliard Nancy Nantes Párizs |                        |                                              |                           |
| Párizs                                |                        |                                              |                           |
| AccorHotels Arena Férőhely: 15 603    |                        |                                              |                           |

## Résztvevők
| Nemzet        | Részvételi jog       | Részvétel megszerzésének dátuma | Korábbi Eb-részvételek |
| ------------- | -------------------- | ------------------------------- | ---------------------- |
| Franciaország | Rendező              | 2014. szeptember 20.            | 9                      |
| Dánia         | 5. csoport győztese  | 2018. március 24.               | 12                     |
| Montenegró    | 2. csoport győztese  | 2018. március 24.               | 4                      |
| Norvégia      | 1. csoport győztese  | 2018. március 25.               | 12                     |
| Spanyolország | 6. csoport győztese  | 2018. május 30.                 | 9                      |
| Svédország    | 3. csoport másodikja | 2018. május 30.                 | 10                     |
| Szerbia       | 3. csoport győztese  | 2018. május 30.                 | 6                      |
| Németország   | 6. csoport másodikja | 2018. május 31.                 | 12                     |
| Magyarország  | 7. csoport győztese  | 2018. május 31.                 | 12                     |
| Hollandia     | 7. csoport másodikja | 2018. május 31.                 | 6                      |
| Románia       | 4. csoport győztese  | 2018. május 31.                 | 11                     |
| Horvátország  | 1. csoport másodikja | 2018. június 2.                 | 9                      |
| Oroszország   | 4. csoport másodikja | 2018. június 3.                 | 12                     |
| Lengyelország | 2. csoport másodikja | 2018. június 3.                 | 5                      |
| Csehország    | 5. csoport másodikja | 2018. június 3.                 | 5                      |
| Szlovénia     | Legjobb harmadik     | 2018. június 3.                 | 7                      |

### A magyar csapat
A magyar válogatott selejtezőcsoportját megnyerve, az előző Európa-bajnokság ezüstérmesét, Hollandiát megelőzve jutott ki a kontinenstornára. A csapat a felkészülés záró szakaszában részt vett egy rangos felkészülési tornán Norvégiában, ahol a norvég, a francia és a dán csapattal mérkőzött meg. A franciák elleni mérkőzésen Klivinyi Kinga válla megsérült, ami miatt kikerült a csapatból. Helyére Szalai Babettet és Lakatos Ritát hívta be a szövetségi kapitány, a keretszűkítés után mindketten tagjai lettek az Európa-bajnokságra utazó keretnek. A harmadik csoportmérkőzést megelőzően Lakatos helyett Szabó Laurát nevezte a torna hátralevő részére Kim Rasmussen, majd a középdöntős mérkőzések előtt Szalai Babett helyett újra Lakatos kapott helyet a keretben.
Az Európa-bajnokságra utazó 16 fős keretet az alábbi táblázat tartalmazza. Az adatok az Európa-bajnokság előtti állapotot jelzik.
| #  | Név                  | Születési dátum                  | Klub                       | Vál.* | Gólok* |
| -- | -------------------- | -------------------------------- | -------------------------- | ----- | ------ |
| 4  | Tóvizi Petra         | 1999. március 15. (19 évesen)    | Debreceni VSC              | 3     | 4      |
| 6  | Schatzl Nadine       | 1993. november 19. (25 évesen)   | FTC-Rail Cargo Hungaria    | 40    | 95     |
| 8  | Kovacsics Anikó      | 1991. augusztus 29. (27 évesen)  | FTC-Rail Cargo Hungaria    | 109   | 223    |
| 11 | Szalai Babett        | 1990. február 21. (28 évesen)    | Dunaújvárosi Kohász KA     | 2     | 0      |
| 16 | Bíró Blanka          | 1994. szeptember 22. (24 évesen) | FTC-Rail Cargo Hungaria    | 53    | 1      |
| 18 | Orbán Adrienn        | 1986. október 1. (32 évesen)     | Kisvárdai KC               | 38    | 65     |
| 21 | Kiss Éva             | 1987. július 10. (31 évesen)     | Győri Audi ETO KC          | 84    | 1      |
| 30 | Pálos-Bognár Barbara | 1987. november 7. (31 évesen)    | Budaörs Handball           | 14    | 8      |
| 33 | Kovács Anna          | 1991. október 24. (27 évesen)    | Debreceni VSC              | 36    | 103    |
| 34 | Mészáros Rea         | 1994. április 14. (24 évesen)    | FTC-Rail Cargo Hungaria    | 43    | 9      |
| 42 | Planéta Szimonetta   | 1993. december 12. (24 évesen)   | Chambray Touraine Handball | 47    | 56     |
| 43 | Kazai Anita          | 1988. május 28. (30 évesen)      | Dunaújvárosi Kohász KA     | 4     | 7      |
| 45 | Háfra Noémi          | 1998. október 5. (20 évesen)     | FTC-Rail Cargo Hungaria    | 20    | 44     |
| 66 | Lukács Viktória      | 1995. január 31. (23 évesen)     | FTC-Rail Cargo Hungaria    | 33    | 53     |
| 68 | Szabó Laura          | 1997. november 19. (21 évesen)   | Érd NK                     | 7     | 4      |
| 96 | Tóth Gabriella       | 1996. szeptember 23. (22 évesen) | Érd NK                     | 30    | 56     |
| 99 | Lakatos Rita         | 1999. július 6. (19 évesen)      | Váci NKSE                  | 0     | 0      |

- Szövetségi kapitány: Kim Rasmussen
- Edző: Siti Beáta, Bakos István

## Játékvezetők
Az Eb-re az alábbi táblázatban olvasható 12 játékvezető-párost jelölték ki, hat férfi és hat női párost.
| Játékvezetők  | Játékvezetők                              |
| ------------- | ----------------------------------------- |
| Ausztria      | Ana Vranes Marlis Wenninger               |
| Horvátország  | Dalibor Jurinović Marko Mrvica            |
| Dánia         | Karina Christiansen Line Hesseldal Hansen |
| Spanyolország | Andreu Marin Ignacio Garcia Serradilla    |
| Franciaország | Charlotte Bonaventura Julie Bonaventura   |
| Görögország   | Michalis Tzaferopoulos Andreas Bethmann   |

| Játékvezetők | Játékvezetők                          |
| ------------ | ------------------------------------- |
| Magyarország | Horváth Péter Marton Balázs           |
| Moldova      | Igor Covalciuc Alexei Covalciuc       |
| Románia      | Cristina Nastase Simona Raluca Stancu |
| Oroszország  | Victoria Alpaidze Tatyana Berezkina   |
| Szerbia      | Aleksandar Pandzic Ivan Mosorinski    |
| Svédország   | Maria Bennani Safia Bennani           |

## Sorsolás
A csoportokat 2018. június 12-én sorsolták ki Párizsban. A kiemelés a következő volt:
| 1. kalap                                          | 2. kalap                                         | 3. kalap                                             | 4. kalap                                                |
| ------------------------------------------------- | ------------------------------------------------ | ---------------------------------------------------- | ------------------------------------------------------- |
| - Norvégia - Magyarország - Franciaország - Dánia | - Románia - Spanyolország - Szerbia - Montenegró | - Hollandia - Németország - Oroszország - Svédország | - Csehország - Lengyelország - Horvátország - Szlovénia |

## Csoportkör
A győzelemért 2, a döntetlenért 1 pont járt. A sorrend meghatározásakor a több szerzett pont rangsorolt először. Az EHF versenyszabályzata alapján, ha két vagy több csapat a csoportmérkőzések után azonos pontszámmal állt, akkor az alábbiak alapján kellett meghatározni a sorrendet:
1. az azonos pontszámmal álló csapatok mérkőzésein szerzett több pont
2. az azonos pontszámmal álló csapatok mérkőzésein elért jobb gólkülönbség
3. az azonos pontszámmal álló csapatok mérkőzésein szerzett több gól
4. az összes mérkőzésen elért jobb gólkülönbség
5. az összes mérkőzésen szerzett több gól
6. sorsolás

Az időpontok helyi idő szerint értendők.

### A csoport
| Hely. | Csapat        | M | Gy | D | V | G+ | G– | Gk  | P | Továbbjutás |
| ----- | ------------- | - | -- | - | - | -- | -- | --- | - | ----------- |
| 1.    | Szerbia       | 3 | 2  | 0 | 1 | 84 | 73 | +11 | 4 | Középdöntő  |
| 2.    | Svédország    | 3 | 2  | 0 | 1 | 74 | 73 | +1  | 4 | Középdöntő  |
| 3.    | Dánia         | 3 | 2  | 0 | 1 | 83 | 80 | +3  | 4 | Középdöntő  |
| 4.    | Lengyelország | 3 | 0  | 0 | 3 | 69 | 84 | −15 | 0 |             |

| 2018. november 30. 18:00 | Szerbia  | 33–26       | Lengyelország | Hall XXL, Nantes Nézőszám: 2230 Játékvezetők: Tzaferopoulos, Bethmann (GRE) |
| 2018. november 30. 18:00 | Krpež 11 | (13–14)     | Kudłacz 6     | Hall XXL, Nantes Nézőszám: 2230 Játékvezetők: Tzaferopoulos, Bethmann (GRE) |
| 2018. november 30. 18:00 | 3× 1×    | Jegyzőkönyv | 4× 1×         | Hall XXL, Nantes Nézőszám: 2230 Játékvezetők: Tzaferopoulos, Bethmann (GRE) |

| 2018. november 30. 21:00 | Dánia      | 30–29       | Svédország | Hall XXL, Nantes Nézőszám: 3847 Játékvezetők: Jurinović, Mrvica (CRO) |
| 2018. november 30. 21:00 | Tranborg 7 | (15–16)     | Hagman 7   | Hall XXL, Nantes Nézőszám: 3847 Játékvezetők: Jurinović, Mrvica (CRO) |
| 2018. november 30. 21:00 | 6× 2× 1×   | Jegyzőkönyv | 3× 3×      | Hall XXL, Nantes Nézőszám: 3847 Játékvezetők: Jurinović, Mrvica (CRO) |

| 2018. december 2. 15:00 | Lengyelország | 21–28       | Dánia                      | Hall XXL, Nantes Nézőszám: 3683 Játékvezetők: Horváth, Marton (HUN) |
| 2018. december 2. 15:00 | Kobylińska 7  | (9–11)      | K. Jørgensen, Østergaard 5 | Hall XXL, Nantes Nézőszám: 3683 Játékvezetők: Horváth, Marton (HUN) |
| 2018. december 2. 15:00 | 1× 2× 1×      | Jegyzőkönyv | 6× 2×                      | Hall XXL, Nantes Nézőszám: 3683 Játékvezetők: Horváth, Marton (HUN) |

| 2018. december 2. 18:00 | Svédország | 22–21       | Szerbia        | Hall XXL, Nantes Nézőszám: 3810 Játékvezetők: Năstase, Stancu (ROU) |
| 2018. december 2. 18:00 | Alm 5      | (11–13)     | Krpež Slezak 7 | Hall XXL, Nantes Nézőszám: 3810 Játékvezetők: Năstase, Stancu (ROU) |
| 2018. december 2. 18:00 | 4× 1×      | Jegyzőkönyv | 5× 3×          | Hall XXL, Nantes Nézőszám: 3810 Játékvezetők: Năstase, Stancu (ROU) |

| 2018. december 4. 18:00 | Svédország           | 23–22       | Lengyelország | Hall XXL, Nantes Nézőszám: 3014 Játékvezetők: Marín, García (ESP) |
| 2018. december 4. 18:00 | Blomstrand, Hagman 4 | (10–5)      | Grzyb 9       | Hall XXL, Nantes Nézőszám: 3014 Játékvezetők: Marín, García (ESP) |
| 2018. december 4. 18:00 | 2× 3×                | Jegyzőkönyv | 5× 1×         | Hall XXL, Nantes Nézőszám: 3014 Játékvezetők: Marín, García (ESP) |

| 2018. december 4. 21:00 | Dánia        | 25–30       | Szerbia        | Hall XXL, Nantes Nézőszám: 3026 Játékvezetők: Covalciuc, Covalciuc (MDA) |
| 2018. december 4. 21:00 | Østergaard 6 | (13–17)     | Krpež, Lekić 8 | Hall XXL, Nantes Nézőszám: 3026 Játékvezetők: Covalciuc, Covalciuc (MDA) |
| 2018. december 4. 21:00 | 4× 3×        | Jegyzőkönyv | 2× 2×          | Hall XXL, Nantes Nézőszám: 3026 Játékvezetők: Covalciuc, Covalciuc (MDA) |

### B csoport
| Hely. | Csapat            | M | Gy | D | V | G+ | G– | Gk  | P | Továbbjutás |
| ----- | ----------------- | - | -- | - | - | -- | -- | --- | - | ----------- |
| 1.    | Oroszország       | 3 | 2  | 0 | 1 | 77 | 75 | +2  | 4 | Középdöntő  |
| 2.    | Franciaország (H) | 3 | 2  | 0 | 1 | 78 | 67 | +11 | 4 | Középdöntő  |
| 3.    | Montenegró        | 3 | 1  | 0 | 2 | 79 | 81 | −2  | 2 | Középdöntő  |
| 4.    | Szlovénia         | 3 | 1  | 0 | 2 | 82 | 93 | −11 | 2 |             |

| 2018. november 29. 21:00 | Franciaország | 23–26       | Oroszország  | Palais des sports Jean-Weille, Nancy Nézőszám: 5220 Játékvezetők: Marín, García (ESP) |
| 2018. november 29. 21:00 | Kanor 6       | (11–11)     | Dmitrijeva 8 | Palais des sports Jean-Weille, Nancy Nézőszám: 5220 Játékvezetők: Marín, García (ESP) |
| 2018. november 29. 21:00 | 5× 4×         | Jegyzőkönyv | 4× 2×        | Palais des sports Jean-Weille, Nancy Nézőszám: 5220 Játékvezetők: Marín, García (ESP) |

| 2018. november 30. 21:00 | Montenegró  | 36–32       | Szlovénia | Palais des sports Jean-Weille, Nancy Nézőszám: 1956 Játékvezetők: Năstase, Stancu (ROU) |
| 2018. november 30. 21:00 | Radičević 7 | (18–12)     | Gros 8    | Palais des sports Jean-Weille, Nancy Nézőszám: 1956 Játékvezetők: Năstase, Stancu (ROU) |
| 2018. november 30. 21:00 | 6× 2×       | Jegyzőkönyv | 2× 3×     | Palais des sports Jean-Weille, Nancy Nézőszám: 1956 Játékvezetők: Năstase, Stancu (ROU) |

| 2018. december 2. 15:00 | Szlovénia | 21–30       | Franciaország | Palais des sports Jean-Weille, Nancy Nézőszám: 5220 Játékvezetők: Covalciuc, Covalciuc (MDA) |
| 2018. december 2. 15:00 | Gros 5    | (8–17)      | Zaadi 6       | Palais des sports Jean-Weille, Nancy Nézőszám: 5220 Játékvezetők: Covalciuc, Covalciuc (MDA) |
| 2018. december 2. 15:00 | 2× 2×     | Jegyzőkönyv | 2× 4×         | Palais des sports Jean-Weille, Nancy Nézőszám: 5220 Játékvezetők: Covalciuc, Covalciuc (MDA) |

| 2018. december 2. 18:00 | Oroszország | 24–23       | Montenegró  | Palais des sports Jean-Weille, Nancy Nézőszám: 3229 Játékvezetők: Jurinović, Mrvica (CRO) |
| 2018. december 2. 18:00 | Szamohina 7 | (13–15)     | Jauković 12 | Palais des sports Jean-Weille, Nancy Nézőszám: 3229 Játékvezetők: Jurinović, Mrvica (CRO) |
| 2018. december 2. 18:00 | 5× 3×       | Jegyzőkönyv | 1× 4×       | Palais des sports Jean-Weille, Nancy Nézőszám: 3229 Játékvezetők: Jurinović, Mrvica (CRO) |

| 2018. december 4. 18:00 | Oroszország | 27–29       | Szlovénia | Palais des sports Jean-Weille, Nancy Nézőszám: 3120 Játékvezetők: Bethmann, Tzaferopoulos (GRE) |
| 2018. december 4. 18:00 | Kocsetova 6 | (13–13)     | Gros 12   | Palais des sports Jean-Weille, Nancy Nézőszám: 3120 Játékvezetők: Bethmann, Tzaferopoulos (GRE) |
| 2018. december 4. 18:00 | 3× 3× 1×    | Jegyzőkönyv | 6× 3×     | Palais des sports Jean-Weille, Nancy Nézőszám: 3120 Játékvezetők: Bethmann, Tzaferopoulos (GRE) |

| 2018. december 4. 21:00 | Franciaország | 25–20       | Montenegró  | Palais des sports Jean-Weille, Nancy Nézőszám: 5220 Játékvezetők: Horváth, Marton (HUN) |
| 2018. december 4. 21:00 | Nze Minko 7   | (16–8)      | Radičević 6 | Palais des sports Jean-Weille, Nancy Nézőszám: 5220 Játékvezetők: Horváth, Marton (HUN) |
| 2018. december 4. 21:00 | 4× 3×         | Jegyzőkönyv | 4× 3×       | Palais des sports Jean-Weille, Nancy Nézőszám: 5220 Játékvezetők: Horváth, Marton (HUN) |

### C csoport
| Hely. | Csapat        | M | Gy | D | V | G+ | G– | Gk  | P | Továbbjutás |
| ----- | ------------- | - | -- | - | - | -- | -- | --- | - | ----------- |
| 1.    | Hollandia     | 3 | 3  | 0 | 0 | 90 | 75 | +15 | 6 | Középdöntő  |
| 2.    | Magyarország  | 3 | 2  | 0 | 1 | 81 | 72 | +9  | 4 | Középdöntő  |
| 3.    | Spanyolország | 3 | 1  | 0 | 2 | 78 | 78 | 0   | 2 | Középdöntő  |
| 4.    | Horvátország  | 3 | 0  | 0 | 3 | 59 | 83 | −24 | 0 |             |

| 2018. december 1. 15:00 | Magyarország    | 25–28       | Hollandia         | L'Axone, Montbéliard Nézőszám: 2800 Játékvezetők: Alpaidze, Berezkina (RUS) |
| 2018. december 1. 15:00 | Kovács, Háfra 5 | (11–11)     | Abbingh, Dulfer 5 | L'Axone, Montbéliard Nézőszám: 2800 Játékvezetők: Alpaidze, Berezkina (RUS) |
| 2018. december 1. 15:00 | 5× 4×           | Jegyzőkönyv | 5× 1×             | L'Axone, Montbéliard Nézőszám: 2800 Játékvezetők: Alpaidze, Berezkina (RUS) |

| 2018. december 1. 18:00 | Spanyolország | 25–18       | Horvátország | L'Axone, Montbéliard Nézőszám: 3600 Játékvezetők: Bennani, Bennani (SWE) |
| 2018. december 1. 18:00 | Pena 7        | (15–5)      | Dežić 4      | L'Axone, Montbéliard Nézőszám: 3600 Játékvezetők: Bennani, Bennani (SWE) |
| 2018. december 1. 18:00 | 3× 3×         | Jegyzőkönyv | 3× 2×        | L'Axone, Montbéliard Nézőszám: 3600 Játékvezetők: Bennani, Bennani (SWE) |

| 2018. december 3. 18:00 | Horvátország | 18–24       | Magyarország             | L'Axone, Montbéliard Nézőszám: 2731 Játékvezetők: Vranes, Wenninger (AUT) |
| 2018. december 3. 18:00 | Krsnik 8     | (9–13)      | Kovács, Schatzl, Háfra 5 | L'Axone, Montbéliard Nézőszám: 2731 Játékvezetők: Vranes, Wenninger (AUT) |
| 2018. december 3. 18:00 | 7×           | Jegyzőkönyv | 4×                       | L'Axone, Montbéliard Nézőszám: 2731 Játékvezetők: Vranes, Wenninger (AUT) |

| 2018. december 3. 21:00 | Hollandia | 28–27       | Spanyolország | L'Axone, Montbéliard Nézőszám: 3862 Játékvezetők: Bonaventura, Bonaventura (FRA) |
| 2018. december 3. 21:00 | Groot 9   | (14–11)     | Martín 6      | L'Axone, Montbéliard Nézőszám: 3862 Játékvezetők: Bonaventura, Bonaventura (FRA) |
| 2018. december 3. 21:00 | 3× 2×     | Jegyzőkönyv | 6× 1×         | L'Axone, Montbéliard Nézőszám: 3862 Játékvezetők: Bonaventura, Bonaventura (FRA) |

| 2018. december 5. 18:00 | Hollandia | 34–23       | Horvátország   | L'Axone, Montbéliard Nézőszám: 4470 Játékvezetők: Christiansen, Hesseldahl Hansen (DEN) |
| 2018. december 5. 18:00 | Amega 8   | (17–10)     | Turk, Kalaus 6 | L'Axone, Montbéliard Nézőszám: 4470 Játékvezetők: Christiansen, Hesseldahl Hansen (DEN) |
| 2018. december 5. 18:00 | 2× 2×     | Jegyzőkönyv | 2× 2×          | L'Axone, Montbéliard Nézőszám: 4470 Játékvezetők: Christiansen, Hesseldahl Hansen (DEN) |

| 2018. december 5. 21:00 | Magyarország | 32–26       | Spanyolország | L'Axone, Montbéliard Nézőszám: 2768 Játékvezetők: Mošorinski, Pandžić (SRB) |
| 2018. december 5. 21:00 | Planéta 8    | (19–14)     | Martín 6      | L'Axone, Montbéliard Nézőszám: 2768 Játékvezetők: Mošorinski, Pandžić (SRB) |
| 2018. december 5. 21:00 | 4× 3×        | Jegyzőkönyv | 2× 2×         | L'Axone, Montbéliard Nézőszám: 2768 Játékvezetők: Mošorinski, Pandžić (SRB) |

### D csoport
| Hely. | Csapat      | M | Gy | D | V | G+ | G– | Gk  | P | Továbbjutás |
| ----- | ----------- | - | -- | - | - | -- | -- | --- | - | ----------- |
| 1.    | Románia     | 3 | 3  | 0 | 0 | 91 | 75 | +16 | 6 | Középdöntő  |
| 2.    | Németország | 3 | 2  | 0 | 1 | 87 | 89 | −2  | 4 | Középdöntő  |
| 3.    | Norvégia    | 3 | 1  | 0 | 2 | 86 | 81 | +5  | 2 | Középdöntő  |
| 4.    | Csehország  | 3 | 0  | 0 | 3 | 73 | 92 | −19 | 0 |             |

| 2018. december 1. 15:00 | Norvégia  | 32–33       | Németország      | Brest Arena, Brest Nézőszám: 3520 Játékvezetők: Bonaventura, Bonaventura (FRA) |
| 2018. december 1. 15:00 | Oftedal 7 | (16–15)     | Bolk, Großmann 5 | Brest Arena, Brest Nézőszám: 3520 Játékvezetők: Bonaventura, Bonaventura (FRA) |
| 2018. december 1. 15:00 | 5× 2×     | Jegyzőkönyv | 5× 2×            | Brest Arena, Brest Nézőszám: 3520 Játékvezetők: Bonaventura, Bonaventura (FRA) |

| 2018. december 1. 18:00 | Románia    | 31–28       | Csehország       | Brest Arena, Brest Nézőszám: 3098 Játékvezetők: Christiansen, Hansen (DEN) |
| 2018. december 1. 18:00 | Buceschi 9 | (17–11)     | Luzumová, Malá 5 | Brest Arena, Brest Nézőszám: 3098 Játékvezetők: Christiansen, Hansen (DEN) |
| 2018. december 1. 18:00 | 4× 1×      | Jegyzőkönyv | 7× 2× 1×         | Brest Arena, Brest Nézőszám: 3098 Játékvezetők: Christiansen, Hansen (DEN) |

| 2018. december 3. 18:00 | Németország | 24–29       | Románia     | Brest Arena, Brest Nézőszám: 2106 Játékvezetők: Mosorinski, Pandzic (SRB) |
| 2018. december 3. 18:00 | Behnke 8    | (11–14)     | Buceschi 11 | Brest Arena, Brest Nézőszám: 2106 Játékvezetők: Mosorinski, Pandzic (SRB) |
| 2018. december 3. 18:00 | 4×          | Jegyzőkönyv | 4×          | Brest Arena, Brest Nézőszám: 2106 Játékvezetők: Mosorinski, Pandzic (SRB) |

| 2018. december 3. 21:00 | Csehország  | 17–31       | Norvégia     | Brest Arena, Brest Nézőszám: 1734 Játékvezetők: Bennani, Bennani (SWE) |
| 2018. december 3. 21:00 | Marčíková 4 | (10–20)     | Aune, Løke 6 | Brest Arena, Brest Nézőszám: 1734 Játékvezetők: Bennani, Bennani (SWE) |
| 2018. december 3. 21:00 | 1× 3×       | Jegyzőkönyv | 2× 1×        | Brest Arena, Brest Nézőszám: 1734 Játékvezetők: Bennani, Bennani (SWE) |

| 2018. december 5. 18:00 | Németország | 30–28       | Csehország  | Brest Arena, Brest Nézőszám: 2930 Játékvezetők: Vranes, Wenninger (AUT) |
| 2018. december 5. 18:00 | Schmelzer 7 | (16–16)     | Luzumová 10 | Brest Arena, Brest Nézőszám: 2930 Játékvezetők: Vranes, Wenninger (AUT) |
| 2018. december 5. 18:00 | 5× 2×       | Jegyzőkönyv | 4× 2×       | Brest Arena, Brest Nézőszám: 2930 Játékvezetők: Vranes, Wenninger (AUT) |

| 2018. december 5. 21:00 | Norvégia            | 23–31       | Románia  | Brest Arena, Brest Nézőszám: 2782 Játékvezetők: Alpaidze, Berezkina (RUS) |
| 2018. december 5. 21:00 | Aune, Kristiansen 5 | (12–18)     | Neagu 11 | Brest Arena, Brest Nézőszám: 2782 Játékvezetők: Alpaidze, Berezkina (RUS) |
| 2018. december 5. 21:00 | 1× 3×               | Jegyzőkönyv | 1× 2×    | Brest Arena, Brest Nézőszám: 2782 Játékvezetők: Alpaidze, Berezkina (RUS) |

## Középdöntő
A középdöntőben az A és B, valamint a C és D csoport továbbjutott csapatai újabb körmérkőzéseket játszottak, de csak azok a csapatok mérkőztek egymással, amelyek a csoportkörben nem találkoztak, azonban a csoportkörben lejátszott eredményeiket is figyelembe vették.
A középdöntőben a sorrendet a csoportkörben is alkalmazott módszer szerint állapították meg.

### 1. csoport
| Hely. | Csapat            | M | Gy | D | V | G+  | G–  | Gk  | P | Továbbjutás   |
| ----- | ----------------- | - | -- | - | - | --- | --- | --- | - | ------------- |
| 1.    | Oroszország       | 5 | 4  | 0 | 1 | 141 | 131 | +10 | 8 | Elődöntők     |
| 2.    | Franciaország (R) | 5 | 3  | 1 | 1 | 136 | 118 | +18 | 7 | Elődöntők     |
| 3.    | Svédország        | 5 | 2  | 1 | 2 | 139 | 132 | +7  | 5 | Az 5. helyért |
| 4.    | Dánia             | 5 | 2  | 0 | 3 | 123 | 143 | −20 | 4 |               |
| 5.    | Montenegró        | 5 | 2  | 0 | 3 | 124 | 128 | −4  | 4 |               |
| 6.    | Szerbia           | 5 | 1  | 0 | 4 | 131 | 142 | −11 | 2 |               |

1. ↑  Dánia 24–23 Montenegró

| 2018. december 6. 18:00 | Dánia    | 23–29       | Franciaország | Hall XXL, Nantes Nézőszám: 5296 Játékvezetők: Jurinović, Mrvica (CRO) |
| 2018. december 6. 18:00 | Woller 5 | (11–17)     | Nze Minko 6   | Hall XXL, Nantes Nézőszám: 5296 Játékvezetők: Jurinović, Mrvica (CRO) |
| 2018. december 6. 18:00 | 7× 3× 1× | Jegyzőkönyv | 3× 3×         | Hall XXL, Nantes Nézőszám: 5296 Játékvezetők: Jurinović, Mrvica (CRO) |

| 2018. december 6. 21:00 | Svédország | 28–30       | Montenegró  | Hall XXL, Nantes Nézőszám: 2614 Játékvezetők: Bethmann, Tzaferopoulos (GRE) |
| 2018. december 6. 21:00 | Gulldén 6  | (14–18)     | Radičević 9 | Hall XXL, Nantes Nézőszám: 2614 Játékvezetők: Bethmann, Tzaferopoulos (GRE) |
| 2018. december 6. 21:00 | 4× 2× 1×   | Jegyzőkönyv | 6× 3×       | Hall XXL, Nantes Nézőszám: 2614 Játékvezetők: Bethmann, Tzaferopoulos (GRE) |

A december 8-ára kiírt mérkőzéseket a Sárga mellényes tüntetések miatt egy nappal későbbre halasztották a torna szervezői.
| 2018. december 9. 15:00 | Svédország | 21–21       | Franciaország | Hall XXL, Nantes Nézőszám: 7241 Játékvezetők: Horváth, Márton (HUN) |
| 2018. december 9. 15:00 | Gulldén 6  | (14–11)     | Lacrabère 5   | Hall XXL, Nantes Nézőszám: 7241 Játékvezetők: Horváth, Márton (HUN) |
| 2018. december 9. 15:00 | 1× 2×      | Jegyzőkönyv | 3× 3×         | Hall XXL, Nantes Nézőszám: 7241 Játékvezetők: Horváth, Márton (HUN) |

| 2018. december 9. 18:00 | Szerbia        | 25–29       | Oroszország  | Hall XXL, Nantes Nézőszám: 6420 Játékvezetők: García, Marín (ESP) |
| 2018. december 9. 18:00 | Krpež Slezak 7 | (13–16)     | Dmitrijeva 7 | Hall XXL, Nantes Nézőszám: 6420 Játékvezetők: García, Marín (ESP) |
| 2018. december 9. 18:00 | 2× 2×          | Jegyzőkönyv | 5× 2×        | Hall XXL, Nantes Nézőszám: 6420 Játékvezetők: García, Marín (ESP) |

| 2018. december 10. 18:00 | Dánia      | 21–32       | Oroszország | Hall XXL, Nantes Nézőszám: 2812 Játékvezetők: Bethmann, Tzaferopoulos (GRE) |
| 2018. december 10. 18:00 | Heindahl 5 | (9–14)      | Vjahireva 9 | Hall XXL, Nantes Nézőszám: 2812 Játékvezetők: Bethmann, Tzaferopoulos (GRE) |
| 2018. december 10. 18:00 | 6× 3×      | Jegyzőkönyv | 7× 3× 1×    | Hall XXL, Nantes Nézőszám: 2812 Játékvezetők: Bethmann, Tzaferopoulos (GRE) |

| 2018. december 10. 21:00 | Szerbia         | 27–28       | Montenegró                       | Hall XXL, Nantes Nézőszám: 2307 Játékvezetők: Năstase, Stancu (ROU) |
| 2018. december 10. 21:00 | Krpež Slezak 12 | (15–12)     | Jauković, Mehmedović, Raičević 6 | Hall XXL, Nantes Nézőszám: 2307 Játékvezetők: Năstase, Stancu (ROU) |
| 2018. december 10. 21:00 | 2× 2×           | Jegyzőkönyv | 3× 3×                            | Hall XXL, Nantes Nézőszám: 2307 Játékvezetők: Năstase, Stancu (ROU) |

| 2018. december 12. 15:45 | Dánia    | 24–23       | Montenegró  | Hall XXL, Nantes Nézőszám: 3811 Játékvezetők: Covalciuc, Covalciuc (MDA) |
| 2018. december 12. 15:45 | Hansen 6 | (15–11)     | Radičević 7 | Hall XXL, Nantes Nézőszám: 3811 Játékvezetők: Covalciuc, Covalciuc (MDA) |
| 2018. december 12. 15:45 | 5× 3×    | Jegyzőkönyv | 3× 3×       | Hall XXL, Nantes Nézőszám: 3811 Játékvezetők: Covalciuc, Covalciuc (MDA) |

| 2018. december 12. 18:00 | Svédország | 39–30       | Oroszország | Hall XXL, Nantes Nézőszám: 3848 Játékvezetők: Horváth, Márton (HUN) |
| 2018. december 12. 18:00 | Hagman 17  | (18–17)     | Szamohina 6 | Hall XXL, Nantes Nézőszám: 3848 Játékvezetők: Horváth, Márton (HUN) |
| 2018. december 12. 18:00 | 2× 1×      | Jegyzőkönyv | 3× 3×       | Hall XXL, Nantes Nézőszám: 3848 Játékvezetők: Horváth, Márton (HUN) |

| 2018. december 12. 21:00 | Szerbia         | 28–38       | Franciaország | Hall XXL, Nantes Nézőszám: 7046 Játékvezetők: García, Marín (ESP) |
| 2018. december 12. 21:00 | három játékos 5 | (14–18)     | Nze Minko 9   | Hall XXL, Nantes Nézőszám: 7046 Játékvezetők: García, Marín (ESP) |
| 2018. december 12. 21:00 | 2× 1×           | Jegyzőkönyv | 2× 1×         | Hall XXL, Nantes Nézőszám: 7046 Játékvezetők: García, Marín (ESP) |

### 2. csoport
| Hely. | Csapat        | M | Gy | D | V | G+  | G–  | Gk  | P | Továbbjutás   |
| ----- | ------------- | - | -- | - | - | --- | --- | --- | - | ------------- |
| 1.    | Hollandia     | 5 | 4  | 0 | 1 | 128 | 126 | +2  | 8 | Elődöntők     |
| 2.    | Románia       | 5 | 3  | 0 | 2 | 140 | 132 | +8  | 6 | Elődöntők     |
| 3.    | Norvégia      | 5 | 3  | 0 | 2 | 155 | 131 | +24 | 6 | Az 5. helyért |
| 4.    | Magyarország  | 5 | 3  | 0 | 2 | 139 | 146 | −7  | 6 |               |
| 5.    | Németország   | 5 | 2  | 0 | 3 | 132 | 137 | −5  | 4 |               |
| 6.    | Spanyolország | 5 | 0  | 0 | 5 | 127 | 149 | −22 | 0 |               |

1. 1 2 3  Románia 2 pont, +6 gk; Norvégia 2 pont, +5 gk; Magyarország 2 pont, −11 gk

| 2018. december 7. 18:00 | Spanyolország | 23–29       | Németország                | Palais des sports Jean-Weille, Nancy Nézőszám: 2217 Játékvezetők: Alpaidze, Berezkina (RUS) |
| 2018. december 7. 18:00 | Martín 7      | (9–17)      | Bölk, Geschke, Schmelzer 4 | Palais des sports Jean-Weille, Nancy Nézőszám: 2217 Játékvezetők: Alpaidze, Berezkina (RUS) |
| 2018. december 7. 18:00 | 4× 1×         | Jegyzőkönyv | 3× 2×                      | Palais des sports Jean-Weille, Nancy Nézőszám: 2217 Játékvezetők: Alpaidze, Berezkina (RUS) |

| 2018. december 7. 21:00 | Magyarország | 25–38       | Norvégia | Palais des sports Jean-Weille, Nancy Nézőszám: 2180 Játékvezetők: Christiansen, Hansen (DEN) |
| 2018. december 7. 21:00 | Tóth 6       | (12–19)     | Løke 7   | Palais des sports Jean-Weille, Nancy Nézőszám: 2180 Játékvezetők: Christiansen, Hansen (DEN) |
| 2018. december 7. 21:00 | 4× 1×        | Jegyzőkönyv | 5× 1×    | Palais des sports Jean-Weille, Nancy Nézőszám: 2180 Játékvezetők: Christiansen, Hansen (DEN) |

| 2018. december 9. 15:00 | Magyarország | 26–25       | Németország | Palais des sports Jean-Weille, Nancy Nézőszám: 2926 Játékvezetők: Mosorinski, Pandzic (SRB) |
| 2018. december 9. 15:00 | Lukács 7     | (12–10)     | Stolle 9    | Palais des sports Jean-Weille, Nancy Nézőszám: 2926 Játékvezetők: Mosorinski, Pandzic (SRB) |
| 2018. december 9. 15:00 | 2× 2×        | Jegyzőkönyv | 1× 2×       | Palais des sports Jean-Weille, Nancy Nézőszám: 2926 Játékvezetők: Mosorinski, Pandzic (SRB) |

| 2018. december 9. 18:00 | Hollandia       | 29–24       | Románia    | Palais des sports Jean-Weille, Nancy Nézőszám: 3016 Játékvezetők: Bonaventura, Bonaventura (FRA) |
| 2018. december 9. 18:00 | Abbingh, Bont 6 | (11–10)     | Buceschi 8 | Palais des sports Jean-Weille, Nancy Nézőszám: 3016 Játékvezetők: Bonaventura, Bonaventura (FRA) |
| 2018. december 9. 18:00 | 2× 1×           | Jegyzőkönyv | 2× 3×      | Palais des sports Jean-Weille, Nancy Nézőszám: 3016 Játékvezetők: Bonaventura, Bonaventura (FRA) |

| 2018. december 11. 18:00 | Spanyolország | 25–27       | Románia | Palais des sports Jean-Weille, Nancy Nézőszám: 2359 Játékvezetők: Vranes, Wenninger (AUT) |
| 2018. december 11. 18:00 | González 6    | (12–10)     | Neagu 7 | Palais des sports Jean-Weille, Nancy Nézőszám: 2359 Játékvezetők: Vranes, Wenninger (AUT) |
| 2018. december 11. 18:00 | 3× 1×         | Jegyzőkönyv | 3× 1×   | Palais des sports Jean-Weille, Nancy Nézőszám: 2359 Játékvezetők: Vranes, Wenninger (AUT) |

| 2018. december 11. 21:00 | Hollandia | 16–29       | Norvégia   | Palais des sports Jean-Weille, Nancy Nézőszám: 1803 Játékvezetők: Mosorinski, Pandzic (SRB) |
| 2018. december 11. 21:00 | Polman 4  | (7–15)      | Jacobsen 5 | Palais des sports Jean-Weille, Nancy Nézőszám: 1803 Játékvezetők: Mosorinski, Pandzic (SRB) |
| 2018. december 11. 21:00 | 1×        | Jegyzőkönyv | 3× 1×      | Palais des sports Jean-Weille, Nancy Nézőszám: 1803 Játékvezetők: Mosorinski, Pandzic (SRB) |

| 2018. december 12. 15:45 | Spanyolország | 26–33       | Norvégia  | Palais des sports Jean-Weille, Nancy Nézőszám: 1791 Játékvezetők: Bonaventura, Bonaventura (FRA) |
| 2018. december 12. 15:45 | López 5       | (17–18)     | Oftedal 8 | Palais des sports Jean-Weille, Nancy Nézőszám: 1791 Játékvezetők: Bonaventura, Bonaventura (FRA) |
| 2018. december 12. 15:45 | 5× 1×         | Jegyzőkönyv | 1× 1×     | Palais des sports Jean-Weille, Nancy Nézőszám: 1791 Játékvezetők: Bonaventura, Bonaventura (FRA) |

| 2018. december 12. 18:00 | Magyarország     | 31–29       | Románia | Palais des sports Jean-Weille, Nancy Nézőszám: 1844 Játékvezetők: Bennani, Bennani (SWE) |
| 2018. december 12. 18:00 | Háfra, Schatzl 6 | (17–17)     | Neagu 9 | Palais des sports Jean-Weille, Nancy Nézőszám: 1844 Játékvezetők: Bennani, Bennani (SWE) |
| 2018. december 12. 18:00 | 4× 2×            | Jegyzőkönyv | 2× 1×   | Palais des sports Jean-Weille, Nancy Nézőszám: 1844 Játékvezetők: Bennani, Bennani (SWE) |

| 2018. december 12. 21:00 | Hollandia        | 27–21       | Németország | Palais des sports Jean-Weille, Nancy Nézőszám: 2104 Játékvezetők: Alpaidze, Berezkina (RUS) |
| 2018. december 12. 21:00 | Dulfer, Polman 6 | (13–11)     | Geschke 5   | Palais des sports Jean-Weille, Nancy Nézőszám: 2104 Játékvezetők: Alpaidze, Berezkina (RUS) |
| 2018. december 12. 21:00 | 1× 1×            | Jegyzőkönyv | 1×          | Palais des sports Jean-Weille, Nancy Nézőszám: 2104 Játékvezetők: Alpaidze, Berezkina (RUS) |

## Helyosztók

### Elődöntők
| 2018. december 14. 18:00 | Oroszország  | 28–22       | Románia          | AccorHotels Arena, Párizs Nézőszám: 8122 Játékvezetők: Horváth, Márton (HUN) |
| 2018. december 14. 18:00 | Vjahireva 13 | (16–15)     | Dragut, Pintea 4 | AccorHotels Arena, Párizs Nézőszám: 8122 Játékvezetők: Horváth, Márton (HUN) |
| 2018. december 14. 18:00 | 2× 2×        | Jegyzőkönyv | 7× 2×            | AccorHotels Arena, Párizs Nézőszám: 8122 Játékvezetők: Horváth, Márton (HUN) |

| 2018. december 14. 21:00 | Hollandia | 21–27       | Franciaország | AccorHotels Arena, Párizs Nézőszám: 12 463 Játékvezetők: García, Marín (ESP) |
| 2018. december 14. 21:00 | Abbingh 7 | (11–12)     | Nze Minko 6   | AccorHotels Arena, Párizs Nézőszám: 12 463 Játékvezetők: García, Marín (ESP) |
| 2018. december 14. 21:00 | 2× 2×     | Jegyzőkönyv | 3× 2×         | AccorHotels Arena, Párizs Nézőszám: 12 463 Játékvezetők: García, Marín (ESP) |

### Az 5. helyért
| 2018. december 14. 14:00 | Svédország   | 29–38       | Norvégia      | AccorHotels Arena, Párizs Nézőszám: 8639 Játékvezetők: Năstase, Stancu (ROU) |
| 2018. december 14. 14:00 | Lagerquist 7 | (14–22)     | Kristiansen 6 | AccorHotels Arena, Párizs Nézőszám: 8639 Játékvezetők: Năstase, Stancu (ROU) |
| 2018. december 14. 14:00 | 2×           | Jegyzőkönyv | 1× 2×         | AccorHotels Arena, Párizs Nézőszám: 8639 Játékvezetők: Năstase, Stancu (ROU) |

### Bronzmérkőzés
| 2018. december 16. 15:00 | Románia         | 20–24       | Hollandia | AccorHotels Arena, Párizs Nézőszám: 13 145 Játékvezetők: Vranes, Wenninger (AUT) |
| 2018. december 16. 15:00 | Ardean-Elisei 6 | (8–15)      | Polman 7  | AccorHotels Arena, Párizs Nézőszám: 13 145 Játékvezetők: Vranes, Wenninger (AUT) |
| 2018. december 16. 15:00 | 2× 1×           | Jegyzőkönyv | 1× 1×     | AccorHotels Arena, Párizs Nézőszám: 13 145 Játékvezetők: Vranes, Wenninger (AUT) |

### Döntő
| 2018. december 16. 18:00 | Oroszország | 21–24       | Franciaország | AccorHotels Arena, Párizs Nézőszám: 14 000 Játékvezetők: Christiansen, Hansen (DEN) |
| 2018. december 16. 18:00 | Vjahireva 7 | (12–13)     | Lacrabère 6   | AccorHotels Arena, Párizs Nézőszám: 14 000 Játékvezetők: Christiansen, Hansen (DEN) |
| 2018. december 16. 18:00 | 3× 1×       | Jegyzőkönyv | 2× 2×         | AccorHotels Arena, Párizs Nézőszám: 14 000 Játékvezetők: Christiansen, Hansen (DEN) |

| A 2018-as női kézilabda-Európa-bajnokság győztese |
| ------------------------------------------------- |
| · Franciaország · 1. cím                          |

## Végeredmény
|  | Kijutott a 2020-as olimpiára        |
|  | Kijutott a 2019-es világbajnokságra |

| Helyezés | Nemzet        |
| -------- | ------------- |
| Arany    | Franciaország |
| Ezüst    | Oroszország   |
| Bronz    | Hollandia     |
| 4.       | Románia       |
| 5.       | Norvégia      |
| 6.       | Svédország    |
| 7.       | Magyarország  |
| 8.       | Dánia         |
| 9.       | Montenegró    |
| 10.      | Németország   |
| 11.      | Szerbia       |
| 12.      | Spanyolország |
| 13.      | Szlovénia     |
| 14.      | Lengyelország |
| 15.      | Csehország    |
| 16.      | Horvátország  |

## Statisztikák

### Góllövők
2018. december 16-án frissítve.
| Helyezés | Név                   | Csapat        | Gól | Lövés | %  |
| -------- | --------------------- | ------------- | --- | ----- | -- |
| 1        | Katarina Krpež Slezak | Szerbia       | 50  | 70    | 71 |
| 2        | Eliza Buceschi        | Románia       | 45  | 67    | 67 |
| 3        | Cristina Neagu        | Románia       | 44  | 82    | 54 |
| 4        | Anna Vjahireva        | Oroszország   | 43  | 66    | 65 |
| 5        | Estelle Nze Minko     | Franciaország | 38  | 46    | 83 |
| 6        | Estavana Polman       | Hollandia     | 36  | 73    | 49 |
| 7        | Nathalie Hagman       | Svédország    | 35  | 50    | 70 |
| 7        | Jovanka Radičević     | Montenegró    | 35  | 51    | 69 |
| 9        | Đurđina Jauković      | Montenegró    | 34  | 61    | 56 |
| 10       | Stine Bredal Oftedal  | Norvégia      | 33  | 55    | 60 |
| 10       | Crina Pintea          | Románia       | 33  | 52    | 63 |

### Kapusok
2018. december 16-án frissítve.
| Helyezés | Név              | Csapat        | %  | Védés | Kapott lövés |
| -------- | ---------------- | ------------- | -- | ----- | ------------ |
| 1        | Silje Solberg    | Norvégia      | 40 | 45    | 112          |
| 2        | Laura Glauser    | Franciaország | 36 | 41    | 114          |
| 2        | Amandine Leynaud | Franciaország | 36 | 60    | 165          |
| 2        | Katrine Lunde    | Norvégia      | 36 | 57    | 160          |
| 5        | Maja Vojnović    | Szlovénia     | 35 | 9     | 26           |
| 6        | Bíró Blanka      | Magyarország  | 33 | 45    | 136          |
| 6        | Filippa Idéhn    | Svédország    | 33 | 61    | 184          |
| 6        | Tess Wester      | Hollandia     | 33 | 78    | 238          |
| 9        | Iulia Dumanska   | Románia       | 32 | 48    | 148          |
| 9        | Anna Szedojkina  | Oroszország   | 32 | 68    | 212          |
| 9        | Sandra Toft      | Dánia         | 32 | 46    | 145          |

### A torna All Star válogatottja
Az All Star csapatot december 16-án, a döntő előtt hirdették ki.
| Poszt                          | Név                           |
| ------------------------------ | ----------------------------- |
| Kapus                          | Amandine Leynaud (FRA)        |
| Balszélső                      | Majda Mehmedović (Montenegró) |
| Balátlövő                      | Háfra Noémi (HUN)             |
| Irányító                       | Stine Bredal Oftedal (NOR)    |
| Jobbátlövő                     | Alicia Stolle (GER)           |
| Jobbszélső                     | Carmen Martín (ESP)           |
| Beálló                         | Crina Pintea (ROU)            |
| A torna legjobb játékosa (MVP) | Anna Vjahireva (RUS)          |